# Andrena ferrugineicrus
Andrena ferrugineicrus là một loài Hymenoptera trong họ Andrenidae. Loài này được Dours mô tả khoa học năm 1872.